# Wife Number Two
Wife Number Two er en amerikansk stumfilm fra 1917 af William Nigh.

## Medvirkende
- Valeska Suratt som Emma Rolfe
- Eric Mayne som Dr. Charles Bovar
- Mathilde Brundage
- John Goldsworthy som Rudolph Bulwer
- Martin Faust som Philip